# Chapelle Notre-Dame-de-Foy de Loupoigne
Ne doit pas être confondu avec Église Notre-Dame de Foy.
La chapelle Notre-Dame-de-Foy est une chapelle votive catholique de style baroque (XVIIe siècle) située à Loupoigne, un village de la commune belge de Genappe, en Brabant wallon.

## Localisation
La chapelle se situe le long de la drève Notre-Dame de Foy, à Loupoigne, à environ 1 km au sud de Genappe.

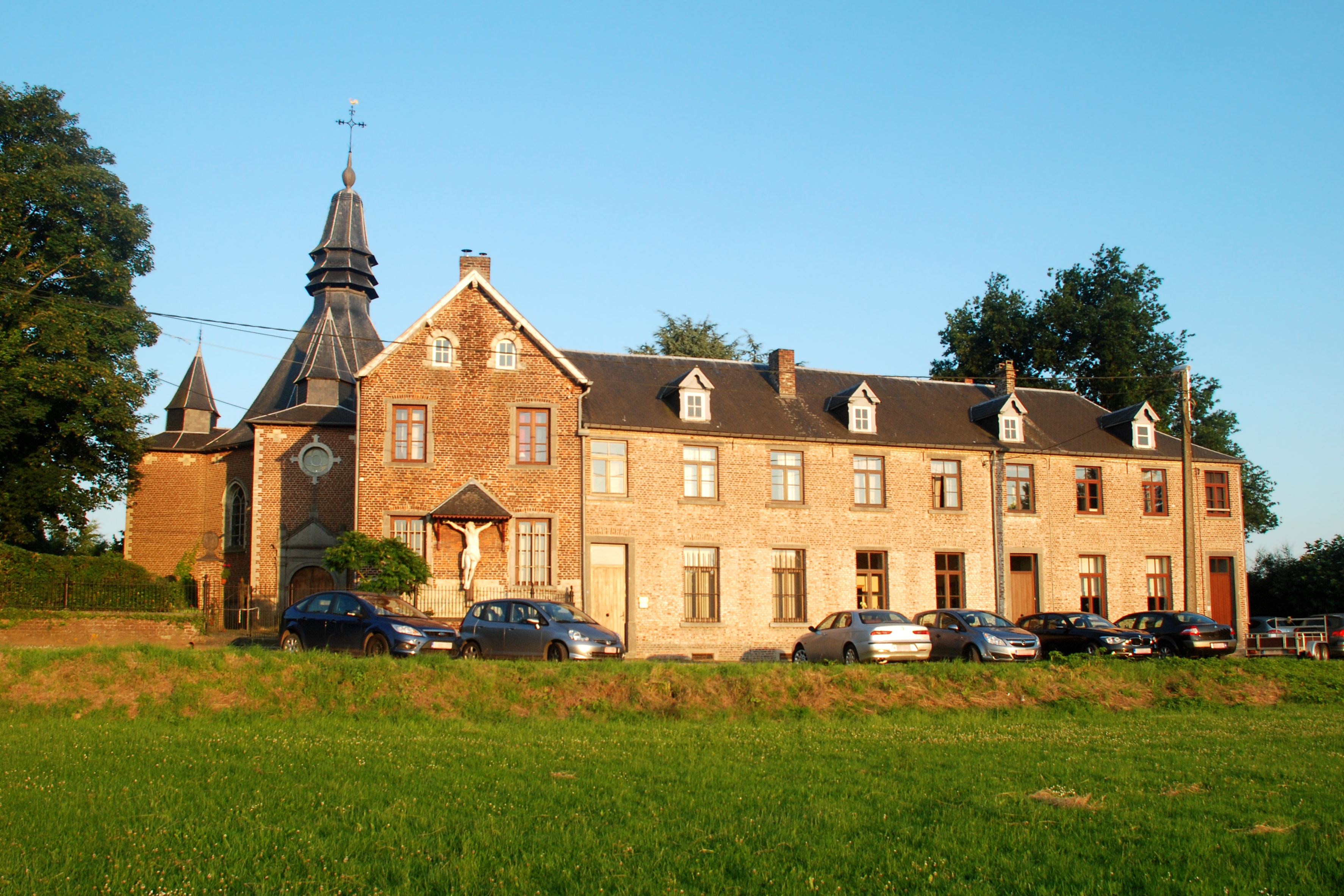
Vue d'ensemble

## Historique
La chapelle est édifiée peu après 1625 ou en 1638 par le baron Robert de Celles (mort en 1647) en remerciement à Notre-Dame de Foy, (vénérée à Foy-Notre-Dame près de Dinant).
Elle a été modifiée vers 1750 par le baron P.Ph.F. Roose, dont les armes ornent le plafond. On peut les voir également au sommet de la pompe des pèlerins et au-dessus de la porte de l'ermitage,.
La chapelle ainsi que le site la comprenant font l'objet d'un classement au titre des monuments historiques de Wallonie depuis le 26 mai 1975 sous la référence 25031-CLT-0008-01.

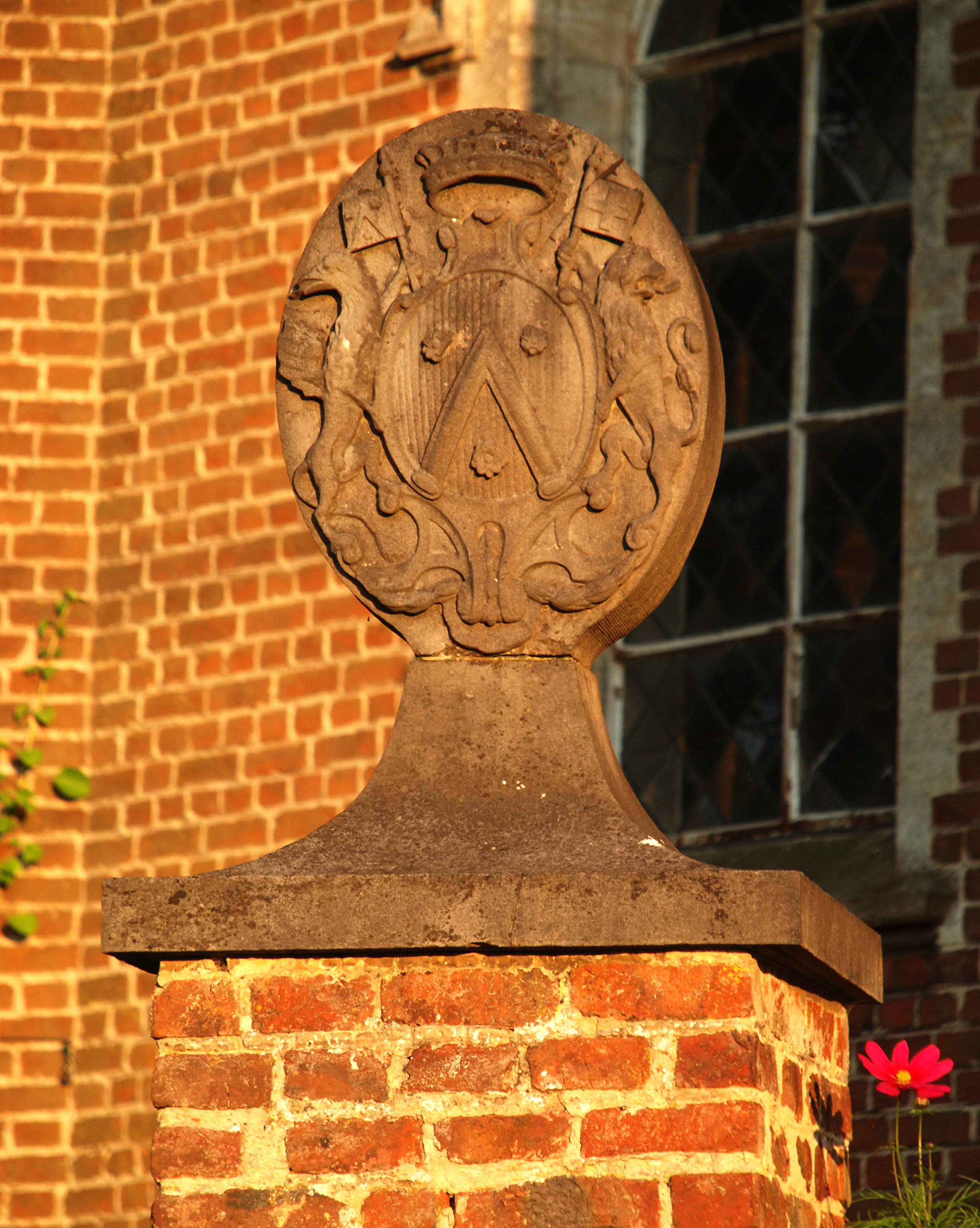
Les armes du baron Roose sur la pompe des pèlerins

## Architecture
|  |  |  |